# Коломиец, Фёдор Степанович
Фёдор Степанович Коломиец (6 (19) июня 1910 года, с. Макаровка, Киевская губерния, Российская империя — 23 апреля 1994 года, Москва, Российская Федерация) — советский партийный и государственный деятель, Герой Социалистического Труда (1948).

## Биография
Окончив сельскохозяйственный техникум, до 1930 года работал агрономом в колхозе.

В 1930 — 1937 годах являлся уполномоченным Особого отдела ОГПУ — НКВД Украинской ССР в Киеве.

С 1937 года работал на Черкасском сахарорафинадном заводе в Киевской области в должностях начальника отдела, заместителя директора и директора завода.

В 1939 году вступил в ВКП(б).

В 1941 году был назначен директором Земетчинского сахарного комбината в Пензенской области.

За получение в 1947 году высокого урожая ржи (33,8 центнера с гектара на площади 155 гектаров) Указом Президиума Верховного Совета СССР от 18 мая 1948 года Фёдору Степановичу Коломийцу было присвоено звание Героя Социалистического Труда с вручением ордена Ленина и золотой медали «Серп и Молот».

В 1948 году назначен управляющим Полтавским сахаротрестом.

В 1952 — 1953 годах — начальник Главного управления сахарной промышленности Министерства пищевой промышленности РСФСР.

В 1953 — 1954 годах — заместитель начальника Главного управления сахарной промышленности Министерства лёгкой и пищевой промышленности СССР.

В 1954—1955 — начальник Главного управления винодельческой промышленности Министерства промышленности продовольственных товаров СССР.

В 1956 — 1957 годах — заместитель Министра промышленности продовольственных товаров СССР.
В 1957 году окончил Всесоюзный заочный институт пищевой промышленности.

В 1957 году был назначен заместителем председателя Совнархоза Краснодарского экономического административного района.

С 1957 по 1960 год занимал должность секретаря Краснодарского краевого комитета КПСС.

С апреля 1960 по июнь 1962 года являлся председателем Исполнительного комитета Краснодарского краевого Совета.

С 11 мая по июнь 1962 года был председателем Организационного бюро ЦК Коммунистической партии Казахстана по Западно-Казахстанскому краю.

С июня 1962 по январь 1963 года занимал должности председателя Бюро ЦК КП Казахстана по руководству сельским хозяйством и первого секретаря Западно-Казахстанского краевого комитета КП Казахстана.

С мая 1962 года являлся членом ЦК КП Казахстана, с февраля 1963 по октябрь 1965 года — секретарём ЦК КП Казахстана, членом Президиума Бюро ЦК КП Казахстана.

С февраля 1963 по октябрь 1965 года занимал должность первого секретаря Целинного краевого комитета КП Казахстана.

В октябре 1965 года был назначен на должность заместителя Министра пищевой промышленности СССР, в которой проработал около 20 лет.
С 1985 по 1989 год — заместитель Председателя Государственного агропромышленного комитета СССР.
Являлся крупным специалистом и организатором в сферах пищевой промышленности и сельского хозяйства, внёс большой вклад в развитие пищевой промышленности и формирование сырьевой базы для отраслей промышлености, перерабатывающих сельскохозяйственное сырьё, успешно совмещая профессиональную деятельность с партийной и общественной.

Избирался депутатом Верховного Совета СССР VI созыва (1962—1966), депутатом Верховного Совета Казахской ССР, членом бюро ЦК Коммунистической партии Казахстана, делегатом XXII и XXIII съездов КПСС. С 31 октября 1961 по 29 марта 1966 года являлся кандидатом в члены ЦК КПСС.
Вышел на пенсию в декабре 1989 года.
Похоронен на Кунцевском кладбище (уч. 5).

## Награды и звания
- Герой Социалистического Труда (18.05.1948)
- 2 ордена Ленина (18.05.1948, 18.06.1970)
- орден Октябрьской Революции (18.06.1980)[4]
- 3 ордена Трудового Красного Знамени (17.06.1960, 23.05.1966, 18.06.1985)
- орден «Знак Почёта» (2.03.1976)
- медали СССР
- Заслуженный работник пищевой промышленности РСФСР (1984)